# 成清町
成清町（なるきよきちょう）は、岐阜県各務原市の地名。現行行政町名は成清町一丁目から七丁目。

## 地理
各務原市の稲羽地区の西部（旧・中屋村）に属する。
町域の東部は下中屋町、小佐野町、西部は神置町、大野町及び羽島郡岐南町平島、南部は神置町、下中屋町、北部は大野町、小佐野町である。
道路
- 県道95号芋島鵜沼線（木曽川街道）
- 稲羽本通り

## 歴史
1889年（明治22年）に町村制施行に伴い村制施行し、成清村が発足。1897年（明治30年）に羽島郡神置村、松本村、上中屋村、下中屋村、大佐野村、成清村合併し、羽島郡中屋村が発足。中屋村大字成清となる。
1955年（昭和30年）に稲葉郡更木村、前宮村、羽島郡中屋村が合併、稲羽町が発足すると稲羽町成清町に改称。1963年（昭和38年）、蘇原町、鵜沼町、鵜沼町、稲羽町が合併し各務原市が発足すると、各務原市成清町となる。
1979年（昭和54年）、成清町、神置町の一部、下中屋町の一部で成清町五丁目から七丁目が成立。1981年（昭和56年）11月10日、稲羽西部土地改良区の区画整理により、小佐野町の大部分をもって一丁目から四丁目が成立。

## 世帯数と人口
2024年（令和6年）10月1日現在の世帯数と人口は以下の通りである。
| 丁目         | 世帯数  | 人口  |
| ------------ | ------- | ----- |
| 成清町一丁目 | 5世帯   | 21人  |
| 成清町二丁目 | 48世帯  | 137人 |
| 成清町三丁目 | 81世帯  | 200人 |
| 成清町四丁目 | 63世帯  | 170人 |
| 成清町五丁目 | 25世帯  | 66人  |
| 成清町六丁目 | 74世帯  | 190人 |
| 成清町七丁目 | 48世帯  | 117人 |
| 計           | 344世帯 | 901人 |

## 小・中学校の学区
市立小・中学校に通う場合、学区は以下の通りとなる。
| 番・番地等 | 小学校                 | 中学校               |
| ---------- | ---------------------- | -------------------- |
| 全域       | 各務原市立稲羽西小学校 | 各務原市立稲羽中学校 |

## 主な施設
- 各務原成清郵便局
- 成清町公民館
- 社宮神社

## 交通
- 各務原市ふれあいバス稲羽線、川島線